# هری بان
هری بان (انگلیسی: Harry Bunn؛ زادهٔ ۲۱ نوامبر ۱۹۹۲) بازیکن فوتبال اهل بریتانیا است.
از باشگاه‌هایی که در آن بازی کرده‌است می‌توان به باشگاه فوتبال پرستون نورث اند، باشگاه فوتبال اولدهام اتلتیک، باشگاه فوتبال کرو آلکساندرا، باشگاه فوتبال شفیلد یونایتد، باشگاه فوتبال روچدیل، باشگاه فوتبال منچستر سیتی، و باشگاه فوتبال هادرزفیلد تاون اشاره کرد.